# Machimus gratiosus
Machimus gratiosus är en tvåvingeart som beskrevs av Friedrich Hermann Loew 1871. Machimus gratiosus ingår i släktet Machimus och familjen rovflugor. Inga underarter finns listade i Catalogue of Life.